# 沙肯多夫
沙肯多夫是德国石勒苏益格－荷尔斯泰因州的一个市镇。总面积7.85平方公里，总人口839人，其中男性442人，女性397人（2011年12月31日），人口密度107人/平方公里。